# Caso Mara Lúcia
O Caso Mara Lúcia foi um crime ocorrido na cidade brasileira de Bauru no ano de 1970, quando uma menina de nove anos foi encontrada com marcas de abuso sexual, violência física e estrangulamento, aos fundos de uma casa na rua Professor José Ranieri. O caso é considerado um dos mais chocantes e simbólicos da história da cidade. Dois suspeitos e várias testemunhas foram ouvidos, mas o crime, prescrito em 1991, ficou sem solução e sem nenhum punido. 

## Possível resolução do caso
Após três décadas do caso, após a prisão do assassino em série Laerte Patrocínio Orpinelli, conhecido como "Maníaco da Bicicleta" ou "Monstro do Rio Claro", o autor de inúmeros crimes contras crianças admitiu que passou por Bauru duas vezes, sendo a primeira vez na década de 70 e outra, no ano passado.

## Leituras adicionais
- Mara Lucia - um crime sem prescrição